# Axixá
Axixá is een gemeente in de Braziliaanse deelstaat Maranhão. De gemeente telt 15.203 inwoners (schatting 2009).